# Closania winkleri
Closania winkleri es un género de escarabajos del género Closania, familia Leiodidae. Fue descrita por René Gabriel Jeannel en 1928.

## Distribución
Se encuentra en Rumania.

## Subespecies
Se reconocen las siguientes:
- C. w. elongata
- C. w. planicollis
- C. w. winkleri